# 高橋芳朗 HAPPY SAD
高橋芳朗HAPPY SAD（たかはしよしあきハッピーサッド）は、TBSラジオをキーステーションに、JRN各局で放送されていたラジオ番組。2011年4月10日から2012年9月30日まで放送された。

## 概要
音楽ジャーナリストの高橋芳朗をメインパーソナリティーとして進行する音楽番組。
キャッチフレーズは「日曜夜のメロウな憂鬱をそっとなぐさめる新感覚“日曜の夜”系ミュージック・プログラム」。
甘酸っぱい気持ちを「甘酸（あまず）」と呼んでキーワードとし、そのような気持ちになる「甘酸ミュージック」を中心とした選曲で進行する。
選曲は高橋芳朗自身が行うとともに一部リクエストも取り入れている。ただし、ゲストコーナーではゲストによる選曲が入っている。
高橋芳朗はTBSラジオ・土曜日夜放送のライムスター宇多丸のウィークエンド・シャッフルにたびたび出演しており、本番組はそこで扱われたコーナー企画を元にしている。番組開始にあたっては「ウィークエンド・シャッフル」のディレクターが異動して担当するほか、構成作家の古川耕がスーパーバイザーとして参加しており、兄弟番組的な位置付けとなっている。

## 放送時間
- 毎週日曜日 18:30 - 20:00 (2011年4月10日 - 2012年4月1日)
  - 18:30 - 19:00はTBSラジオのみの関東ローカル。19:00 - 20:00の1時間はJRN地方局にもネットされる。TBSラジオが『エキサイトベースボールスペシャル』を放送する場合は、19時台のみ制作して地方局へ裏送りするか、裏送り専用の別番組に差し替えとなる予定であるが、2011年11月までは実例なし[1]。

- 毎週日曜日 20:00 - 20:55 (2012年4月8日 - 9月30日)

## ネット局

### 2012年ナイターシーズンのネット局
2012年4月8日より開始。
| 放送対象地域   | 放送局              | 放送時間               |
| -------------- | ------------------- | ---------------------- |
| 岩手県         | IBC岩手放送（IBC）  | 毎週日曜 20:00 - 21:00 |
| 秋田県         | 秋田放送（ABS）     | 毎週日曜 20:00 - 21:00 |
| 山形県         | 山形放送（YBC）     | 毎週日曜 20:00 - 21:00 |
| 東海広域圏     | 中部日本放送（CBC） | 毎週日曜 20:00 - 21:00 |
| 富山県         | 北日本放送（KNB）   | 毎週日曜 20:00 - 21:00 |
| 石川県         | 北陸放送（MRO）     | 毎週日曜 20:00 - 21:00 |
| 山梨県         | 山梨放送（YBS）     | 毎週日曜 20:00 - 21:00 |
| 鳥取県、島根県 | 山陰放送（BSS）     | 毎週日曜 20:00 - 21:00 |
| 岡山県         | 山陽放送（RSK）     | 毎週日曜 20:00 - 21:00 |
| 広島県         | 中国放送（RCC）     | 毎週日曜 20:00 - 21:00 |
| 長崎県         | 長崎放送（NBC）     | 毎週日曜 20:00 - 21:00 |
| 鹿児島県       | 南日本放送（MBC）   | 毎週日曜 20:00 - 21:00 |

### 2011年ナイターオフシーズンのネット局
ナイターシーズンは多くのネット局があったが、ナイターオフシーズンはすべてのクロスネット局が『ラジオふるさと便』（文化放送・NRN）のネットを優先するため、極端にネット局が少なくなった（前番組『Listen HEART!』も同様であった）。
| 放送対象地域 | 放送局              | 放送時間               | 備考                                                                                              |
| ------------ | ------------------- | ---------------------- | ------------------------------------------------------------------------------------------------- |
| 関東広域圏   | TBSラジオ（TBS）    | 毎週日曜 18:30 - 20:00 |                                                                                                   |
| 東海広域圏   | 中部日本放送（CBC） | 毎週日曜 19:00 - 20:00 | ナイターシーズンはプロ野球中日戦がビジター開催のデーゲームの時のみ放送。(飛び乗りのケースもある） |

### 2011年ナイターシーズンのみネットしていた局
| 放送対象地域 | 放送局            | 放送時間               |
| ------------ | ----------------- | ---------------------- |
| 青森県       | 青森放送（RAB）   | 毎週日曜 19:00 - 20:00 |
| 秋田県       | 秋田放送（ABS）   | 毎週日曜 19:00 - 20:00 |
| 福島県       | ラジオ福島(RFC)   | 毎週日曜 19:00 - 20:00 |
| 山梨県       | 山梨放送（YBS）   | 毎週日曜 19:00 - 20:00 |
| 富山県       | 北日本放送（KNB） | 毎週日曜 19:00 - 20:00 |
| 石川県       | 北陸放送（MRO）   | 毎週日曜 19:00 - 20:00 |
| 福井県       | 福井放送（FBC）   | 毎週日曜 19:00 - 20:00 |
| 和歌山県     | 和歌山放送（WBS） | 毎週日曜 19:00 - 20:00 |
| 熊本県       | 熊本放送（RKK）   | 毎週日曜 19:00 - 20:00 |
| 大分県       | 大分放送（OBS）   | 毎週日曜 19:00 - 20:00 |
| 鹿児島県     | 南日本放送（MBC） | 毎週日曜 19:00 - 20:00 |

このほか、2011年5月22日に限り、広島県の中国放送（RCC）がプロ野球広島戦ナイターの雨傘番組として19時台の放送を設定していた（本来は『中四国ライブネット』を放送しているが、広島戦がナイターの場合はRCC自社制作の回でない限り雨傘番組にも廻されないため）が、この週限りの措置に終わり、以降は別番組（『ベストミュージックコレクション・ジャパン』）を雨傘番組にするようになった。
なお、毎週放送の局もサッカーJリーグの中継で休止の週が出ることがあった。

### 特記事項
- 2011年9月11日は、特別番組「東日本大震災発生から半年〜「声」が伝える被災地のいま〜」（パーソナリティ：荒川強啓、杉浦舞他）放送の為、休止。「HAPPY SAD」及び後時間番組の「菊地成孔の粋な夜電波」ネット局はそれぞれの番組のネット時間だけこの特別番組を放送した。（ネット局以外の一部局でも放送。なお山梨放送は「HAPPY SAD」枠はサッカーJリーグ中継放送、中部日本放送及び福井放送はネットしていない「粋な夜電波」枠まで放送、中国放送は両番組枠とも「中四国ライブネット」放送、和歌山放送はＨＰ番組表やYahoo!テレビ.Gガイド上は「HAPPY SAD」となっていたが、詳細は不明）
- 2011年11月6日、13日、20日の3週間、プロ野球のナイター中継のため放送を休止している。
- 2011年12月25日、TBSラジオは特別番組のために放送を休止する一方、CBCラジオへは裏送りで放送をおこなった。
- 2012年1月1日は通常枠での放送は休止とし、別枠として同年1月2日 1:00-4:00(JST)に「高橋芳朗HAPPYSAD プレゼンツ 新春！甘酸ワールドツアー」と銘打った特別放送をおこなった。この回はいつもとは別で「音楽でめぐる世界一周旅行」テーマにして世界各地の音楽を選曲している。ゲストには大石始とジェーン・スーが出演している。[3] [4] [5]
- 2012年3月11日、東日本大震災関連の特別番組「被災地から伝える東日本大震災〜語り継ぐ教訓」（パーソナリティ：荒川強啓、杉浦舞。出演：生島淳ほか。放送時間：18:00-20:00）放送の為に放送を休止した。ネット局のCBCラジオも同番組をネット放送している。
- 2012年6月24日、TBSラジオでは同じ日曜日の23:30より放送している「GAKU-Shock」の特別番組「GAKU-Shock放送400回記念特別番組『大和撫子たちの夏』」を放送するために休止する一方、ネット局への裏送りは通常通り行った。
- 2012年8月5日、TBSラジオと一部のネット局は「ロンドンオリンピック・女子マラソン実況中継」の放送のためにこの番組を休止し、その他のネット局へは裏送りで放送した。
- 2012年8月26日、TBSラジオはプロ野球中継（DeNA-巨人戦）の放送のためにこの番組を休止し、その他のネット局へは裏送りで放送した。

## 出演者
- 高橋芳朗 （音楽ジャーナリスト）
- 川瀬良子 （タレント、ファッションモデル）

## タイムテーブル
- 2012年3月末までの主なタイムテーブルは下記のとおり。ただし、特集企画などにより変更となることがある。

18:30 オープニング～今日買ってきたCD
18:45 甘酸ミュージック
19:00 ウイークリーチャート・プラスワン
19:20 マイ・フェイヴァリット・シングス
19:30 グッド・フレンズ
- 2012年4月8日からは主に「マイ・フェイヴァリット・シングス」と「甘酸ミュージック」の2つのコーナーで構成されるようになっている。主な構成は下記の通り。

オープニング～今週の気になるシングル
マイ・フェイヴァリット・シングス
甘酸ミュージック

## コーナーの内容
- 甘酸ミュージック

人生の中にふと訪れる甘酸っぱい瞬間。そんなシーンにふさわしい甘酸チューンを高橋芳朗が選曲する。
- ウイークリーチャート・プラスワン

米ビルボード誌のシングル/アルバムチャートと、関連曲の紹介。
- マイ・フェイヴァリット・シングス

テーマを決めて選曲するコーナー。
- グッド・フレンズ

週替わりのゲストコーナー。

## ゲスト出演者
- 鈴木孝弥　(音楽評論家、翻訳家)	 2011年4月10日、5月29日、6月1日、9月18日、2012年1月8日
- ロマンクルー・将絢　（DJ)	　2011年4月17日、6月19日、9月25日、2012年1月22日
- 片寄明人　(ミュージシャン、プロデューサー)	 2011年4月24日、7月24日、11月27日
- DJ YANATAKE　(DJ)	 2011年5月1日、6月12日、10月9日、2012年1月29日
- G.RINA　(DJ・シンガーソングライター)	 2011年5月8日、7月3日、9月4日、12月11日、2012年2月12日
- 大石始　(ライター、エディター、DJ)	 2011年5月15日、7月10日、8月21日、10月16日、2012年1月2日(※）、2012年4月1日
- ジェーン・スー　(プロデューサー、作詞家、コラムニスト)	 2011年5月22日、7月17日、10月2日、2012年1月2日(※）、2012年3月25日
- 小林大吾　(詩人、スポークンワーズ・アーティスト、グラフィックデザイナー)	 2011年6月5日、8月14日、2012年1月15日
- 西寺郷太　(ミュージシャン、プロデューサー、ノーナ・リーヴスのシンガー)	 2011年6月19日
- 椎名純平　(ミュージシャン)	 2011年6月26日、10月30日
- Mummy-D　(ミュージシャン、RHYMESTERのMC)	 2011年7月31日、10月23日
- 林アンナ　(ディスクユニオン新宿本館ラテン／ブラジルフロア・スタッフ、サンバヘギ（サンバ＋レゲエ）のグループ＝バハヴェント（Barravento）のメンバー)	 2011年8月7日、12月4日、2012年2月5日
- 菊地成孔　(ジャズミュージシャン)	 2011年8月28日
- 宇多丸 　(ミュージシャン、RHYMESTERのMC)	 2011年12月18日
- DJ JIN 　(DJ、プロデューサー、RHYMESTERのDJ)	 2012年2月19日
- 嶺脇育夫 　(タワーレコード株式会社 代表取締役社長)	 2012年3月18日

※通常枠とは別の特別放送

### ゲスト無しの放送
2011年12月25日 - CBCラジオへの裏送り放送のみによりゲストは無し。

2012年2月26日 - 特別企画「歌は世につれ世は歌につれ〜ヒップホップmeetsニッポンの心」のために番組構成を変更したためにゲストは無し。

2012年4月8日からは放送時間の変更によりゲストを迎えるコーナー自体が無くなっている。

## ポッドキャスト
番組開始時は配信していなかったが、2011年7月26日よりポッドキャスト配信を開始した。配信されるのは主に「グッドフレンズ」のコーナーのトークの部分だけで、音楽は編集でカットされている。ただし、最初の配信は「HAPPYSAD放課後ポッドキャスト」と銘打った放送後に収録したものであった。なお、配信の周期は不安定で、間が空くこともある。

## エピソード
- 2011年6月のラジオ聴取率調査において、同時間帯の民放ラジオの中でトップとなった。[8]
- 2011年8月28日の放送ではゲストとして菊地成孔を招いた。これはその当時に同番組の後の時間で放送されていた"菊地成孔の粋な夜電波"とのコラボレーション的な企画で、「夏の終わりの甘酸チューンを贈り合うお中元企画」と銘打ちトークを交えながら高橋芳朗と菊地成孔が互いに選曲した音楽を放送した。その際、菊地成孔は最後にエジプトの男性歌手の曲をかけるはずだったが、違う曲が出て「トラック間違い」として再度かけ直したがまた間違った曲で、結局持ち込んだCDそのものが間違っていた。なお、通常は収録放送の"菊地成孔の粋な夜電波"は、生放送の"HAPPY SAD"からの流れもあって初の生放送となり、その放送では前述のハプニングにも触れられている。さらに翌週、同年9月4日の放送では菊地成孔は録音でこの件についてメッセージを寄せ、流すはずだった曲もこのときにかけられた。ただし、この曲は8月21日の"粋な夜電波"で密かにかけられており、さらに高橋芳朗はそのときの放送を聞いており、曲が流れるときはその部分だけ聞かないようにしていたことをその日の放送時に明かしている。[9][10][11]
- 2011年10月頃より、日本のタワーレコード社とのコラボレーション企画をおこなっている。同社の新宿店では番組で紹介した楽曲の入っているCDを置く専用の展示ラックを「甘酸ジュークボックス」と銘打ち、試聴機付きでの設置を行っている。また、同社の発行する無料の音楽情報誌「bounce」には「高橋芳朗 HAPPY SAD 甘酸ジュークボックス」という連載記事も掲載されている。[12]
- ラジオ番組としては珍しく、フライヤーを作成してお店などに置いてもらえるところを公募している。作成したフライヤーのデザインは、番組にゲスト出演した小林大吾が担当した。[13]
- 2012年5月3日、番組主催により「HAPPY SAD meets タワレコ新宿　洋楽大喜利グランプリ！」と銘打ったイベントをタワーレコード新宿店で行った。イベントには番組パーソナリティの高橋と川瀬のほか、ゲスト出演したことのある大石始とジェーン・スーが出演し、司会進行は川瀬と構成作家の古川耕が担当した。内容は洋楽のみの選曲で、出題されたものに応じた選曲をしてその内容を競うというもの。タワーレコード新宿店の店長も参加するなどで盛況だった。[14]

## 関連人物
- 結城雅美（番組の構成作家。ライター、雑誌"音楽と人"元編集長）
- 古川耕（番組のスーパーバイザーとして参加。TBSラジオ「ライムスター宇多丸のウィークエンド・シャッフル」の構成作家）